# Пеликаноподобни
Пеликаноподобните (Pelecaniformes) са разред животни от клас Птици (Aves).
Той включва 5 съвременни семейства средноголеми и едри водни птици, разпространени по целия свят.

## Семейства
Разред Пеликаноподобни (Pelecaniformes) Sharpe, 1891
- Семейство †Plotopteridae
- Семейство †Prophaethontidae
- Семейство Китоглави чапли (Balaenicipitidae)
- Семейство Чаплови (Ardeidae)
- Семейство Пеликанови (Pelecanidae)
- Семейство Чукоглави чапли (Scopidae)
- Семейство Ибисови (Threskiornithidae)